# William J. Scherle

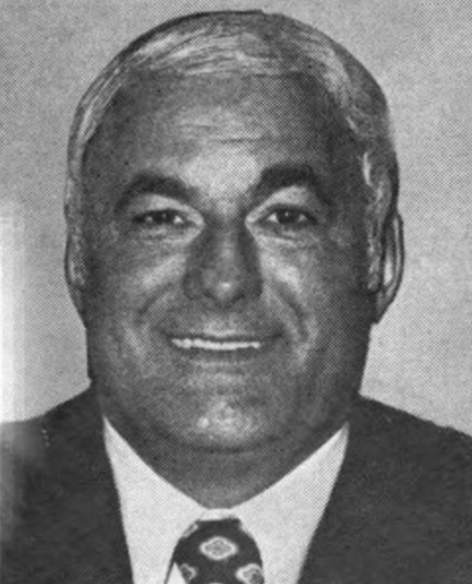
William J. Scherle

William Joseph Scherle (* 14. März 1923 in Little Falls, Herkimer County, New York; † 27. August 2003 in Council Bluffs, Iowa) war ein US-amerikanischer Politiker. Zwischen 1967 und 1975 vertrat er den Bundesstaat Iowa im US-Repräsentantenhaus.

## Werdegang
William Scherle besuchte die St. Mary’s Academy in New York City. Während des Zweiten Weltkrieges diente er zwischen 1942 und 1946 in der US-Marine. Bis 1954 gehörte er noch der Reserve dieser Waffengattung an. Zwischen 1945 und 1947 studierte er an der Southern Methodist University in Dallas. Dort war er im Jahr 1947 auch stellvertretender Abteilungsleiter der Firma George D. Barnard Co.  Seit 1948 arbeitete Scherle als Farmer und Viehzüchter.
Politisch wurde Scherle Mitglied der Republikanischen Partei. Zwischen 1956 und 1964 war er deren Vorsitzender im Mills County in Iowa. Von 1960 bis 1966 saß Scherle als Abgeordneter im Repräsentantenhaus von Iowa. 1966 wurde er im siebten Wahlbezirk von Iowa in das US-Repräsentantenhaus in Washington, D.C. gewählt, wo er am 3. Januar 1967 die Nachfolge von John R. Hansen antrat. Scherle vertrat den siebten Distrikt bis zu dessen Auflösung im Jahr 1972. Danach wechselte er 1973 als Nachfolger von Neal Edward Smith in den fünften Wahlbezirk. Insgesamt absolvierte er zwischen dem 3. Januar 1967 und dem 3. Januar 1975 vier zusammenhängende Legislaturperioden im Kongress. In dieser Zeit wurden der 25. und der 26. Verfassungszusatz beraten und verabschiedet. Dabei ging es um die Nachfolgeregelung für das Amt des Präsidenten und die Absenkung des Wahlberechtigungsalters auf 18 Jahre. In diese Zeit fielen auch das Ende des Vietnamkriegs und die Watergate-Affäre.
Bei den Wahlen des Jahres 1974 verlor Scherle gegen Tom Harkin von der Demokratischen Partei. Diese Niederlage lag damals im Bundestrend zu Gunsten der Demokraten, die von der Krise der Republikaner durch die Watergate-Affäre profitierten. Danach arbeitete Scherle von 1975 bis 1977 für das Landwirtschaftsministerium; zwischen 1977 und 1987 war er Präsident einer Beraterfirma in Washington. Danach zog er sich in den Ruhestand zurück. William Scherle starb am 27. August 2003 in Council Bluffs und wurde auf dem Nationalfriedhof Arlington beigesetzt.